# Herbert Kurke

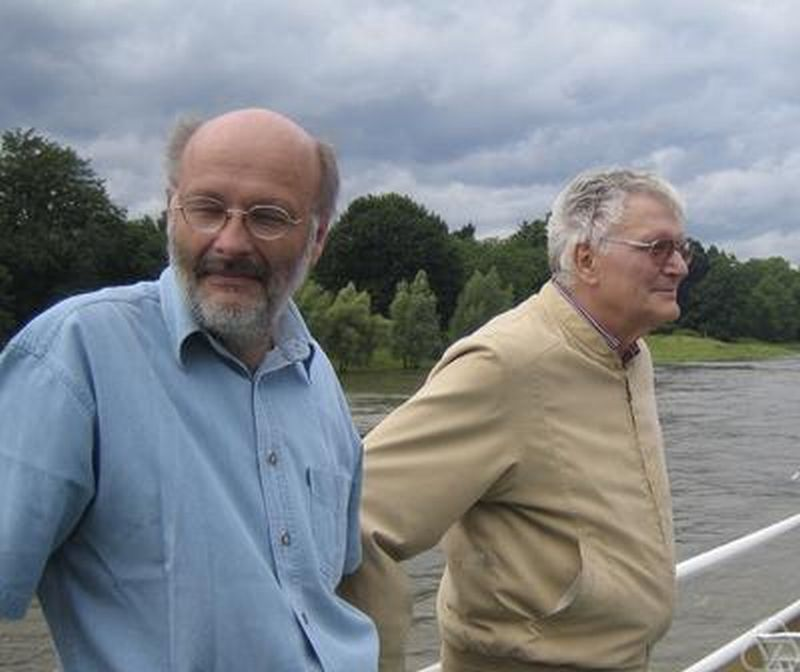
Herbert Kurke (rechts) mit Eduard Looijenga, Mathematische Arbeitstagung Bonn, Bootsausflug auf dem Rhein 2007

Herbert Kurke (* 16. August 1939 in Döllnitz) ist ein deutscher Mathematiker, der sich mit algebraischer Geometrie und kommutativer Algebra beschäftigt.

## Leben und Wirken
Kurke studierte von 1959 bis 1960 Physik an der TU Dresden und dann von 1960 bis 1964 Mathematik an der Humboldt-Universität Berlin, wo er 1964 sein Diplom ablegte und 1967 bei Heinrich Grell über Topologische Methoden in der Theorie der kommutativen Ringe promovierte. 1969 habilitierte er sich über Henselsche Ringe. 1964 bis 1972 war er wissenschaftlicher Mitarbeiter der Akademie der Wissenschaften in Berlin. Er war seit 1972 Professor an der Humboldt-Universität und hatte ab 1992 den Lehrstuhl für Algebraische Geometrie inne. Herbert Kurke ist mittlerweile emeritiert. Er war zu Forschungsaufenthalten u. a. am Max-Planck-Institut für Mathematik in Bonn (1988), in Mexiko (1969), an der ETH Zürich (1974), am Steklov-Institut in Moskau und in Montreal (McGill University). Er befasste sich u. a. mit der Geometrie der Modulräume von Vektorbündeln auf algebraischen Flächen und Kurven.
Kurke war seit 1983 korrespondierendes Mitglied der Berlin-Brandenburgischen Akademie der Wissenschaften und gilt als einer der bedeutendsten Algebraischen Geometer der ehemaligen DDR. Zu seinen Doktoranden zählen Gerhard Pfister, Werner Müller und Daniel Huybrechts.

## Schriften
- mit Gerhard Pfister, Marko Roczen: Henselsche Ringe und Algebraische Geometrie, VEB Deutscher Verlag der Wissenschaften, Berlin 1975
- Vorlesungen über algebraische Flächen, Teubner, 1982